# Jurassic Park: Trespasser
Jurassic Park: Trespasser, parfois juste appelé Trespasser, est un jeu vidéo de type aventure sortie en 1998 sur PC, édité et développé par Dreamworks Interactive. Le joueur incarne Anne, la survivante d'un crash sur l’île d'Isla Sorna, l’île du Monde perdu, un an après les évènements du film.

Le moteur du jeu était très en avance sur son temps, permettant une gestion de la physique poussée et une aventure sur une île relativement ouverte, mais était aussi rempli de plusieurs bugs, mal exploité, et nécessitant un ordinateur puissant, décevant plusieurs critiques, dont GameSpot qui le déclara "pire jeu de l'année  1998".
En outre, c'est actuellement le seul jeu de la franchise à être canonique avec la série de films, avec le jeu Jurassic Park The Game (2011), comme cela l'a été confirmé officiellement. 

## Synopsis
Le jeu commence avec une cinématique dans un appartement sombre, où le courrier s'accumule et où un téléphone sonne. Un message vocal d'une femme nommée Jill exprime son étonnement qu'Anne (résidente de l'appartement) fasse un voyage sous les tropiques et lui demande de la rappeler. Le message se termine par un commentaire de Jill, "Je croyais que tu détestais le vol". La scène passe alors à la fermeture et au verrouillage d'une porte de toilettes d'avion où l'on entend des bruits de nausée. Soudain l'avion, qui semble avoir des dysfonctionnements, se met à trembler et s'écrase.
Anne (seule survivante du crash) se réveille alors sur une plage près des débris de l'appareil. En explorant les environs, elle trouve plusieurs bâtiments à l’abandon et apprend qu'elle se trouve sur le "Site B", le centre d'élevage de dinosaure de John Hammond. Une autre cinématique présente Hammond, qui explique plus en détail le sujet de la résurrection des dinosaures et de l'exploit que cela représentait mais que ce n'était pas finalement aussi bon qu'il l'imaginait. À partir de là, elle cherchera alors un moyen de fuir l’île et ses occupants.
Pour ce faire, Anne explore l’île de part en part, traversant les ruines des complexes d'InGen à l’abandon et des paysages sauvages, découvrant l'histoire de l’île lorsque la société était encore présente sur les lieux, tout en se défendant contre les dinosaures carnivores qui l'attaquent, avec de temps en temps la voix d'Hammond donnant des informations supplémentaires sur les événements antérieurs à l'accident de 1993 (celui du premier film) tout en donnant ses propre ressentiments. Anne parvient à monter en haut d'une des montagnes de l’île d’où elle envoie un message au secours qui survolent l’île depuis le crash d'avion et parvient à être secourus après avoir affronté un raptor géant. Le jeu se termine par une cinématique où Anne reçoit un appel de Jill fâchée que celle-ci ne l'ai pas appelée et lui demandant de ne pas la rappeler sauf si elle a une bonne excuse et Anne pose une griffe de raptor sur le bureau ou se trouve le téléphone.

## Les dinosaures rencontrés dans le jeu
Le jeu se déroulant intégralement sur l’île d'Isla Sorna, alias le site B, où les dinosaures étaient élevés avant d’être rapatriés sur Isla Nublar, l’île du premier film, Anne rencontre de fait ces derniers, désormais sauvages tout au long de son périple. Les herbivores ne montrent aucune hostilité envers Anne, même si elle les attaque, et sont souvent rencontrés tout seul. Les carnivores, qui constituent la plupart du bestiaire du jeu, eux, attaquent Anne ou tout autre créatures à vue. Sauf s'ils ont subi un certain nombre de dégâts, auquel cas ils s'éloigneront d'Anne en boitant mais peuvent recharger vers elle plus tard. Selon l'arme, tuer un dinosaure sera plus ou moins long, à savoir que la vie des dinosaures varie selon leur taille, dans tous les cas, tirer dans la tête reste l'un des moyens de les tuer plus facilement. Les dinosaures rencontrés dans le jeu sont :
- le Tyrannosaure : Le plus grand carnivore rencontré dans le jeu, et de fait, une menace mortel, car il peut tuer le personnage d'un seul coup. Les T.rex sont très résistants et il est très difficile de les tuer, même en tirant sur la tête en vidant plusieurs arme. Le seul T.rex que l'on peut tuer ainsi dans le jeu est le T.rex femelle présent dans la zone du port, car plusieurs armes s'y trouvent. Une arme du jeu permet de tuer de trois tirs dans la tête un T.rex, le Lindstradt Tranquilizer Rifle (voir plus bas). Il existe 3 type de T.rexs dans le jeu :

- le T.rex mâle, de couleur verte;
- le T.rex femelle, de couleur brune avec des taches et des rayures noires ;
- et le T.rex Alpha, de couleur rouge et noire, un seul individu et dernier T.rex rencontré dans le jeu.
- le Vélociraptor : Le dinosaure et le carnivore le plus souvent rencontré dans le jeu, souvent appelé simplement raptor, de la même taille que le personnage, presque toujours en groupe d'au moins deux individus, il existe quatre types de raptors, dont trois sont des groupes appelés tribus. Les trois tribus rencontrées dans le jeu sont :

- la Tribu A : première tribu rencontrée dans le jeu, les individus sont de couleur orange avec des rayures noires ;
- la Tribu B : deuxième tribu rencontrée dans le jeu, les individus sont plus grands que ceux de la tribu précédente et sont gris avec des taches rouges.
- la Tribu C : troisième et dernière tribu rencontré dans le jeu, rencontré vers la fin du jeu, habitant la zone des montagnes, c'est aussi la tribu la moins grande. Les individus sont semblables a ceux de la tribu A, à la différence près qu'ils sont de couleur jaune, des lignes orange vif avec des rayures noires plus grosses. Ils sont dirigés par le quatrième type, le Raptor Alpha (aussi appelé Utahraptor par certains) de couleur noire au rayures rouges et deux fois plus grand que les autres raptors.
- l'Albertosaure : Un carnivore de taille moyenne plus petit que le T.rex, de couleur belge aux taches brunes, trois individus sont rencontrés au cours du jeu. Le premier peut être tué avec une mitrailleuse sur une voiture.
- le Tricératops : Un grand herbivore souvent rencontré au cours du jeu, vivant en solitaire. De couleur marron.
- le Stégosaure : Autre grand herbivore souvent rencontré au cours du jeu, vivant également en solitaire. De couleur verte.
- le Parasaurolopus : Autres grand herbivore souvent rencontré au cours du jeu, vivant également en solitaire. De couleur jaune aux taches noires avec une voile derrière la crête.
- le Brachiosaure : Le plus grand dinosaure et herbivore rencontré dans le jeu, rencontré seulement au début du jeu.

## Armes
Les armes du jeu sont les seuls moyens de défense contre les dinosaures, des pistolets aux grand fusils, dont les dégâts et les munitions varient selon l'arme utilisée. Le personnage trouvera des armes partout sur l’île, souvent près des constructions abandonnés, des véhicules ou de cadavres d'autre personnes. Les armes n'étant pas rechargeable, le personnage est obligé, après les avoir vidés, d'en trouver d'autres utilisables, d’où le fait que l'économie des munitions est précieuse dans le jeu. Certaines armes sont fictifs et n’apparaissent que dans l'univers de Jurassic Park, comme le Lindstradt Tranquilizer Rifle (utilisé par le personnage d'Eddie Carr dans le second film). Les armes du jeu sont : 
- Springfield Armory M1911 : un pistolet.
- Smith & Wesson Model 586 : un pistolet.
- Desert Eagle Mark VII :  un pistolet.
- Ruger Redhawk : un pistolet.
- Heckler & Koch VP70M : un pistolet.
- Beretta 93R : un pistolet.
- Tranquilizer Pistol : un pistolet.
- Hammond's Revolver : un pistolet appartenant à Hammond, ressemblant au Smith & Wesson Model 40, modèle pour femme (unique).
- Calico M950 : une mitraillette.
- Heckler & Koch MP5K : une mitraillette.
- Ingram MAC-10 : une mitraillette.
- Franchi SPAS-12 : un fusil à pompe.
- Benelli M1 Super 90 : un fusil à pompe.
- Browning Automatic Rifle Safari : un fusil.
- M14 Rifle : un fusil.
- Heckler & Koch HK91 : un fusil.
- Norinco Type 56 : un fusil.
- Lindstradt Tranquilizer Rifle : un fusil fictif, seul arme capable de tuer facilement un T.rex avec trois tirs dans la tête, avec trois munitions. En deux versions, une version régulière et une version améliorée tirant des fléchettes de poison.
- Barrett M82A1 : un fusil .
- Browning M1919A4 Machine Gun : une mitrailleuse.

## Système de jeu
Trespasser se joue entièrement à travers les yeux d'Anne (Doublée par l'actrice Minnie Driver) , excepté la cinématique d'introduction et de fin. Cette dernière ne rencontrera jamais d'autre humain durant le jeu, mais elle se parlera souvent à elle-même, ou se rappellera des mémoires de John Hammond (exprimé par Richard Attenborough, l’acteur qui incarne Hammond dans le film) sur l'histoire du Jurassic Park, d'ailleurs elle réplique même à un moment à l'un de ses commentaire alors que techniquement, seul le joueur peut entendre Hammond. Par ailleurs, il y a peu de musique, se déclenchant qu'à certains moments (rencontre avec un dinosaure dangereux ou découverte d'un lieu), la plupart du temps seul le bruit ambiant se fait entendre.
Le principe du jeu est surtout l'exploration : l’île est très ouverte, et il est possible d'utiliser les possibilités physiques du moteur pour se créer un chemin à partir d’éléments du décor pour accéder à des zones inaccessibles, ou pour se protéger des prédateurs (par exemple en faisant tomber une carcasse de voiture sur un vélociraptor). Bien qu'ouverte, l’île est divisée en plusieurs zones, chaque zone nécessitant de faire certaines actions pour accéder à la suivante, comme chercher une carte magnétique pour accéder à un endroit qui cache une autre carte, jusqu'à finalement sortir de la zone.
Se voulant réaliste, le jeu ne comporte aucun HUD. La barre de vie de Anne est représentée par un tatouage en forme de cœur sur sa poitrine, que le joueur peut voir en regardant en bas. L'encre devient de plus en plus rouge quand Anne prend des dégâts. Quand elle est complètement rouge, une chaîne l'entoure, Anne est morte. La santé d'Anne se régénère automatiquement, dès qu'elle ne prend pas de dégâts pendant un certain temps. De plus, le nombre de munitions des armes à feu n'est pas indiqué non plus, Anne comptant à voix haute les munitions restantes.
Toutes les actions du jeu se font via le bras droit d'Anne, qui se contrôle avec la souris et est complexe à manipuler. Anne ne peut porter que deux objets à la fois, dont un dans sa main, ce qui fait que l'objet a tendance à tomber dès que la main heurte un obstacle. De plus, l'utilisation de la main atténue un peu le côté réaliste du jeu, quand par exemple Anne soulève sans difficulté avec sa seule main des poutres ou des grosses caisses. Aucune explication n'est donné sur l'utilisation unique d'un seul bras par Anne (même si l'on peut prétendre dans le jeu que son bras gauche fut cassé au début de l'aventure à la suite du crash)
Pour se défendre, Anne peut lancer n’importe quel objet sur un ennemi, mais elle peut aussi utiliser des armes à feu éparpillées un peu partout sur l’île. Conformément à l'aspect réaliste du jeu, les armes n'ont pas de réticule de visée et obligent le joueur à aligner leurs armes sur l'ennemi avec le bras de Anne avant de tirer, ce qui peut paraître difficile vu la nature non-traditionnelle du contrôle de l'arme, où le joueur dirige juste la caméra et ses mouvements avec l'arme qui tire au centre de l'écran. Comme les armes ne sont pas rechargeables, le joueur doit obligatoirement jeter l'arme et en trouver une autre.

## Développement
Le jeu a été lancé par deux anciens employés de Looking Glass Technologies, Seamus Blackley et Austin Grossman. Avec la sortie du film Le Monde perdu : Jurassic Park qui devait être un succès, Blackley et Grossman obtiennent la licence du film et signent avec DreamWorks Interactive le développement du jeu.
Trespasser a été développé pendant plus de trois ans. L'argent était le plus grand obstacle au développement du jeu, qui a dépassé plusieurs fois le budget prévu. De plus, le jeu devait être prêt à la sortie du film, c'est-à-dire fin 1997. Toutefois, en raison d'un certain nombre de problèmes le projet a été retardé d'un an. À cause du temps de développement alloué, de nombreuses fonctionnalités ont dû être supprimées ou laissées inachevées. Par exemple, en raison de difficultés de codage du comportement des deux bras de Anne en même temps, les développeurs ont dû abandonner le bras gauche . Prévue pour être un survival horror, le développement change pour un jeu d'action. Le manque de cadres expérimentés et le recours à des artistes qui n'étaient pas familiers avec le développement de jeux et de modélisation 3D a également été identifié comme un des problèmes du développement. Les développeurs ont lutté pendant plus de deux ans sur certains problèmes et ont finalement sorti un jeu qui se déroule dans un environnement très vaste et ouvert.
Le moteur  de Trespasser était, et à bien des égards est encore, unique. En 1998, il fut l'un des premiers moteurs à créer avec succès des environnements extérieurs remplis de centaines d'arbres. Malheureusement, en 1998, de nombreux ordinateurs ne pouvaient afficher les environnements complexes du jeu. Il en résultait du clipping et des ralentissements fréquents. En outre, il a été le premier moteur de jeu à utiliser la physique ragdoll.
Dans la plupart des jeux PC, les personnages ont des « animations » dans le sens traditionnel du terme : un script d'une séquence de mouvement pour le modèle 3D est fait, qui est joué à des moments précis. Chaque animation dans Trespasser se fait en utilisant la cinématique inverse. Aucune animation dans le jeu est pré-animée ; chaque mouvement de chaque dinosaure est généré automatiquement grâce à leur intelligence artificielle. En raison de la nature précipitée du développement, cette fonction a finalement abouti principalement dans le mouvement maladroit des dinosaures. Le jeu a été conçu de façon à avoir une intelligence artificielle complexe, donnant à chaque créature sur l'île de ses propres émotions comme la peur, le bonheur, la faim, parmi beaucoup d'autres. Les dinosaures pouvaient se battre ensemble, et réagissaient au joueur différemment selon quel dans état d'esprit ils étaient.
Malheureusement, les bugs du système sur l'intelligence artificielle a fait en sorte que les dinosaures avaient des "sautes d'humeur", passant entre plusieurs humeurs si rapidement, qu'ils s'arrêtaient de bouger, incapables de faire quoi que ce soit. Une solution rapide a été codée dans le jeu qui a verrouillé la colère de tous les dinosaures au maximum, en laissant toutes les autres émotions à zéro. Cette solution a résolu le bug, mais a aussi nié tout le travail que l'équipe avait fait sur la programmation de l'IA, laissant les dinosaures finalement simplistes dans leurs comportements, leur mouvements  et déplacements étant également dépourvu de sens à certains moments.
Un niveau entier du jeu, nommé "Pine Valley", qui proposait une région avec un centre géo-thermal, fut retiré du jeu, mais il est possible de jouer ce niveau grâce à des manipulations dans les codes du jeu.

## Accueil

### Critique
| Publication                         | Note     |
| ----------------------------------- | -------- |
| AN GameSpot                         | 3.9 / 10 |
| AN IGN                              | 4.7 / 10 |
| FR Jeuxvideo.com                    | 9 / 20   |
| Compilations de plusieurs critiques |          |
| AN GameRankings                     | 56.64%   |

Les avis sur le jeu étaient pour la plupart négatifs, même si certains examinateurs ont noté quelques éléments positifs et ont été impressionnés par l'originalité du titre et par sa taille. La plupart des testeurs n'aimaient pas les mauvaises performances graphiques, même sur les PC les plus rapides disponibles à la sortie du jeu.
Elliot Chin, sur GameSpot, l'a décrit comme le jeu le plus frustrant qu'il ait jamais joué avec "un gameplay ennuyeux et des bugs gênants". Certaines de ces plaintes portaient sur le moteur physique qui était inutilement compliqué, les niveaux qui étaient sur-remplis avec des énigmes basées sur l'empilement de boites, sur la vitesse de déplacement beaucoup trop lente qui rendait l'exploration ennuyeuse, les paysages vides avec quelques dinosaures, le nombre important de bugs de collision, et sur les effets de voix pauvres et un bras-interface maladroit. Le test sur IGN était plus favorable, décrivant l'intrigue "super-intrigante", avec des éloges pour le réalisme du moteur physique du jeu, qui malgré un environnement pixelisé qui offrait peu d'interaction, trouvait que les dinosaures étaient convaincants et a senti que le jeu était, bien que mal mis en œuvre, avant-gardiste.
GameSpot l'a inclus comme l'un des nommés pour le titre du jeu le plus décevant de l'année (qui a "perdu" contre Star Wars: Rebellion) et lui a donné le prix de "pire jeu PC de l'année".
Le jeu a été testé par Joueur du Grenier, dans un épisode spécial sur les jeux de la saga Jurassic Park, qui bien évidemment a produit de mauvaises critiques tout en le tournant en dérision.

### Vente
Le jeu s'est vendu à 50 000 exemplaires, ce qui en fait un échec commercial.

### Postérité
Aujourd'hui, le jeu a encore des fans qui s'impliquent dans la fabrication de leurs propres niveaux à l'aide de TresEd, un logiciel fait par des fans pour pouvoir modifier le jeu.[réf. nécessaire]En effet, malgré les défauts du jeu, beaucoup de personne le trouve intéressant vis-à-vis de l'analyse de son contenu, soit les décors, les structures et les informations données par Hammond sur les événements précédents le premier film qui enrichissent l'histoire de la saga ainsi que la révélation de certains détails insoupçonnés, comme le fait que la société rivale d'Ingen dans l'univers de Jurassic Park, Biosyn ait réalisé une expédition sur l’île, sans succès.